# Kozia Góra (województwo pomorskie)
Kozia Góra (też: Kozia Górka; kaszb. Kòziô Góra) – wieś w Polsce położona w województwie pomorskim, w powiecie gdańskim, w gminie Przywidz. Wieś jest siedzibą sołectwa Kozia Góra w którego skład wchodzi również Szklana Góra.
| SIMC    | Nazwa        | Rodzaj    |
| ------- | ------------ | --------- |
| 0990959 | Szklana Góra | część wsi |

W latach 1975–1998 miejscowość administracyjnie należała do województwa gdańskiego.